# 和田岬線
和田岬線（わだみさきせん）は、兵庫県神戸市兵庫区に存在する西日本旅客鉄道（JR西日本）山陽本線の支線、兵庫駅 - 和田岬駅間の通称である。本線と和田岬地区の間を結んでいる。

## 概要
和田岬線は、山陽本線の兵庫駅から分岐する全長2.7 kmの支線である。元来、鉄道建設を目的とした資材輸送のために1888年（明治21年）に敷設され、その後は長らく貨物輸送が行われており、兵庫臨港線も分岐していた。現在は貨物輸送が後述の鉄道車両輸送を除いて廃止されており、朝夕のラッシュ時に通勤客を対象とした列車が走行するのみで、日中の列車の運行が全くない路線となっている。非電化時代は、1駅間のみでプラットホームは片側のみという当支線の事情に鑑みた特殊な車両が用いられてきたが（後述）、2001年（平成13年）7月1日に電化され、電車による運転となった。
近畿エリアでは2015年から路線記号と駅ナンバーが導入されているが、当線にはいずれも導入されていない。
以前はスタフ閉塞による運行（取り扱いは兵庫駅）だったが、現在は自動閉塞化されている。
なお、和田岬線付近の臨海部では兵庫運河を活かした街づくりが進んできており、船の運航や散策を行う際に和田岬線が障害になっているとして、廃線が取り沙汰されている（#存廃問題を参照）。

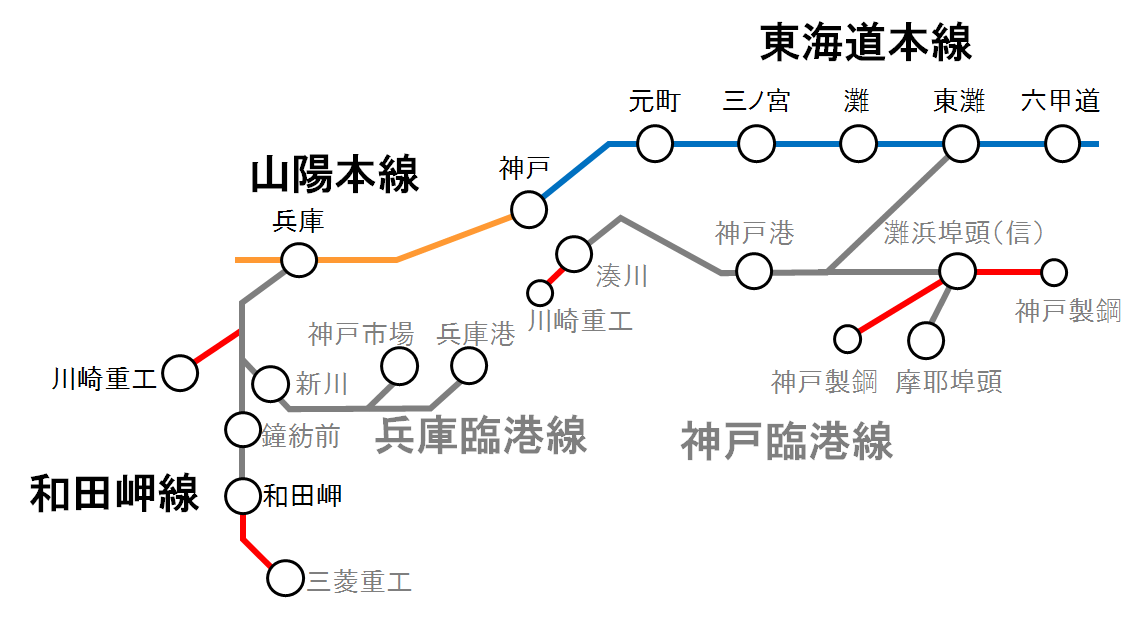
神戸臨港線と和田岬線、兵庫臨港線

### 路線データ
- 管轄（事業種別）：西日本旅客鉄道（第一種鉄道事業者）
- 路線距離（営業キロ）：2.7 km
- 軌間：1,067 mm
- 駅数：2（起終点駅含む）
- 複線区間：なし（全線単線）
- 電化区間：全線電化（直流1,500 V）
- 閉塞方式：自動閉塞式[2]
- 保安装置：ATS-SW
- 最高速度：85 km/h
- 運転指令所：大阪総合指令所

全区間を近畿統括本部が管轄している。

## 沿線概況
兵庫駅では中二階にある和田岬線の専用ホームから発車する。兵庫駅を発車してから鷹取駅へ向かう小運転線と分岐し、カーブを通過して南西方向から南東方向に進路を変える。国道2号と阪神高速3号神戸線の高架橋をくぐると、川崎車両兵庫工場（旧川崎重工業車両カンパニー）に繋がる専用線が直線方向に分岐しているが、和田岬線は左へと分岐して同工場の北東側を真っ直ぐ進む。沿線には工場が多いが、マンションも見受けられる。やがて兵庫運河を渡る和田旋回橋を通過するが、運河を利用する船舶の航行のための日本国内の鉄道用としては数少ない旋回橋である。ただし、現在は固定されており、動くことはない。
右手には工場や住宅の合間から、御崎公園球技場（ノエビアスタジアム神戸）が見え始めると、まもなく終点の和田岬駅に到着する。和田岬線には中間駅がないため、利用者はすべて兵庫駅と和田岬駅を行き来する人である。そのため、和田岬駅には自動券売機・自動改札機もなく、代わりに兵庫駅構内の乗り換え改札口で和田岬駅の改札業務が行われている。この改札口は和田岬線が運転する時間帯のみ利用できる。この分岐駅で集改札と終端駅発着の乗車券などを発売する方式は東武大師線や名鉄築港線でも見られる。

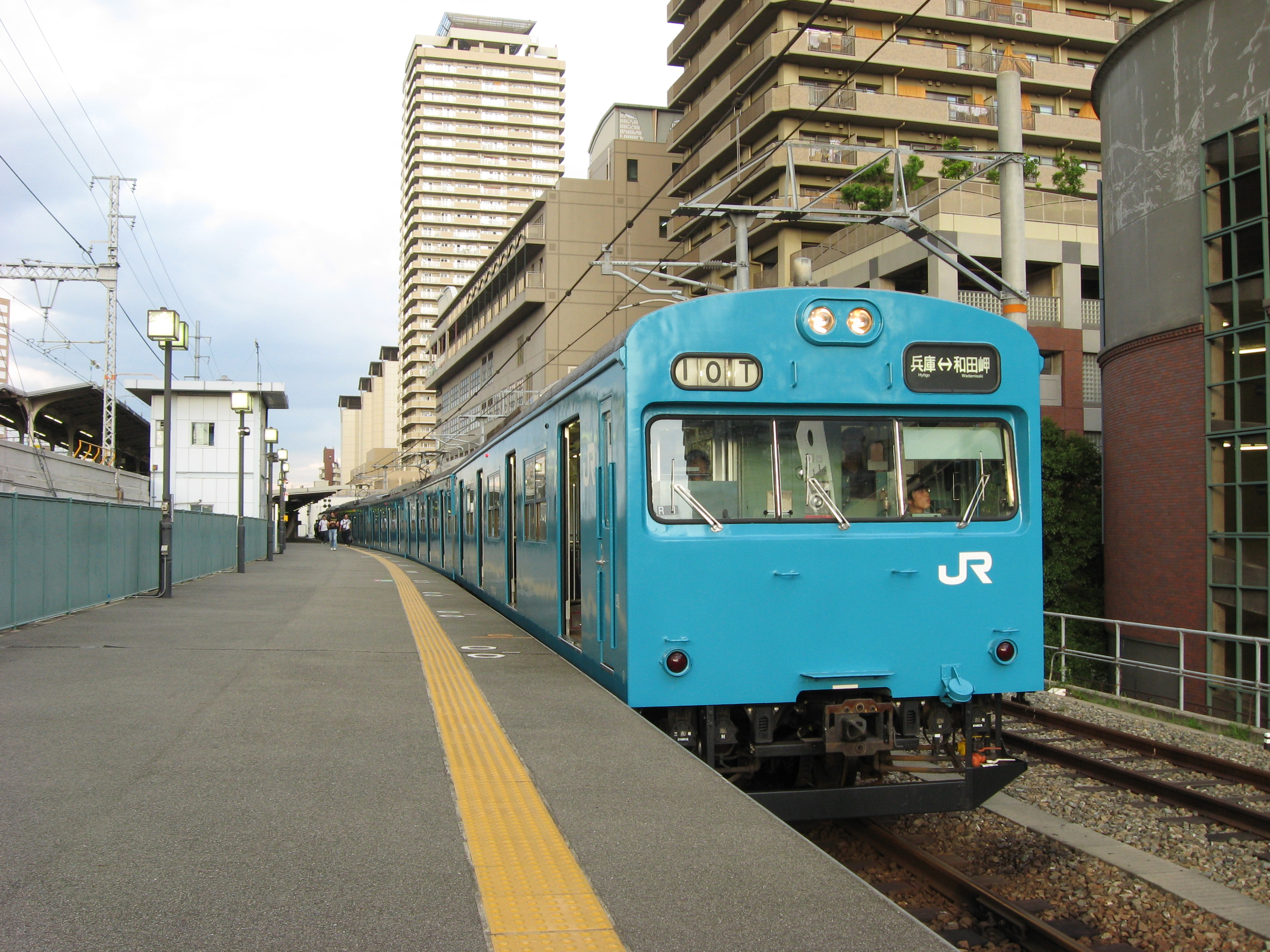
兵庫駅に停車中の和田岬行き
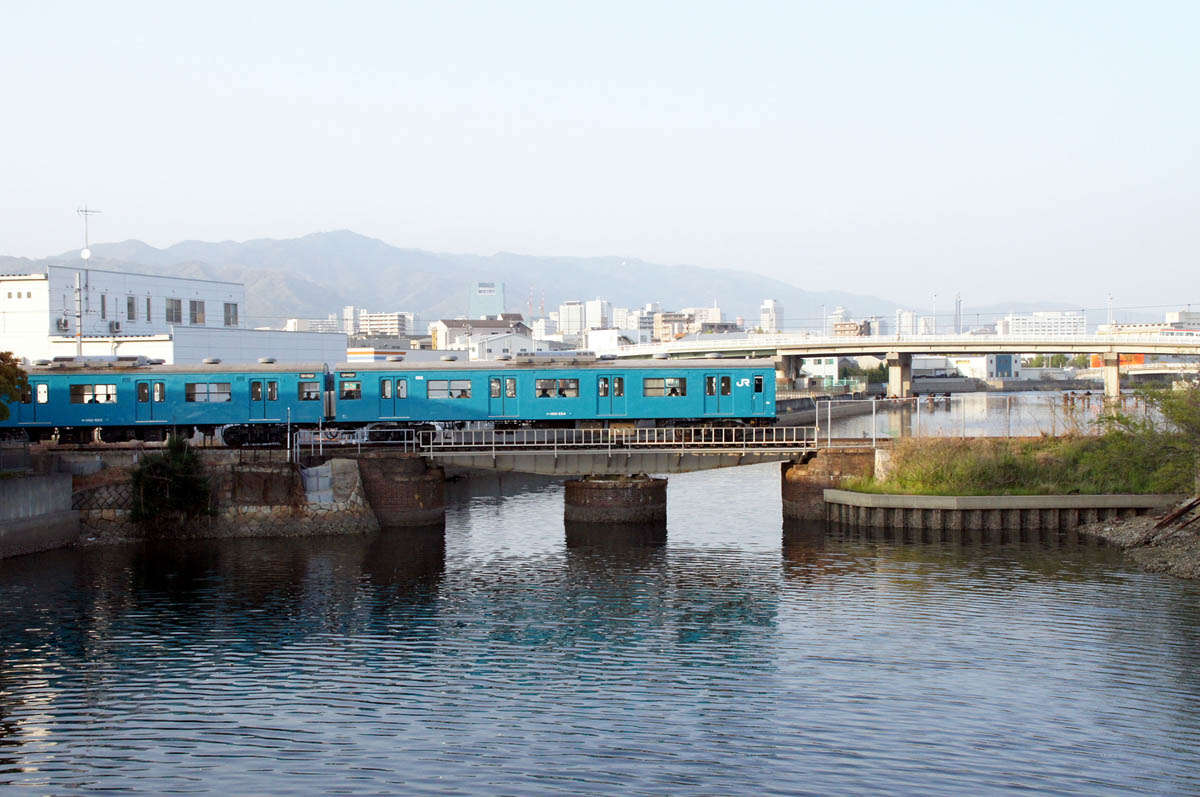
兵庫運河に架かる和田旋回橋
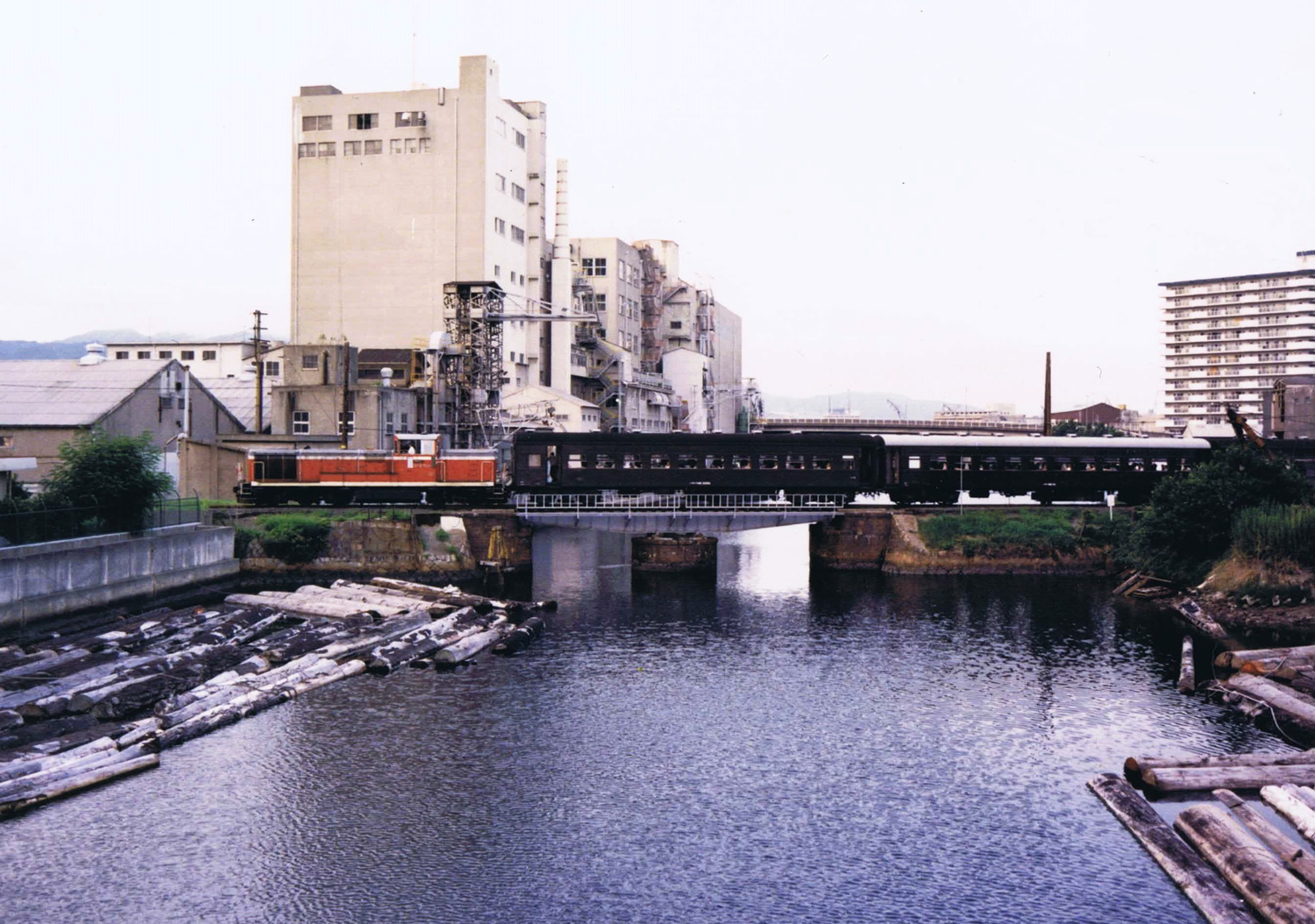
旧型客車が走っていた頃の和田岬線の和田旋回橋（1990年）
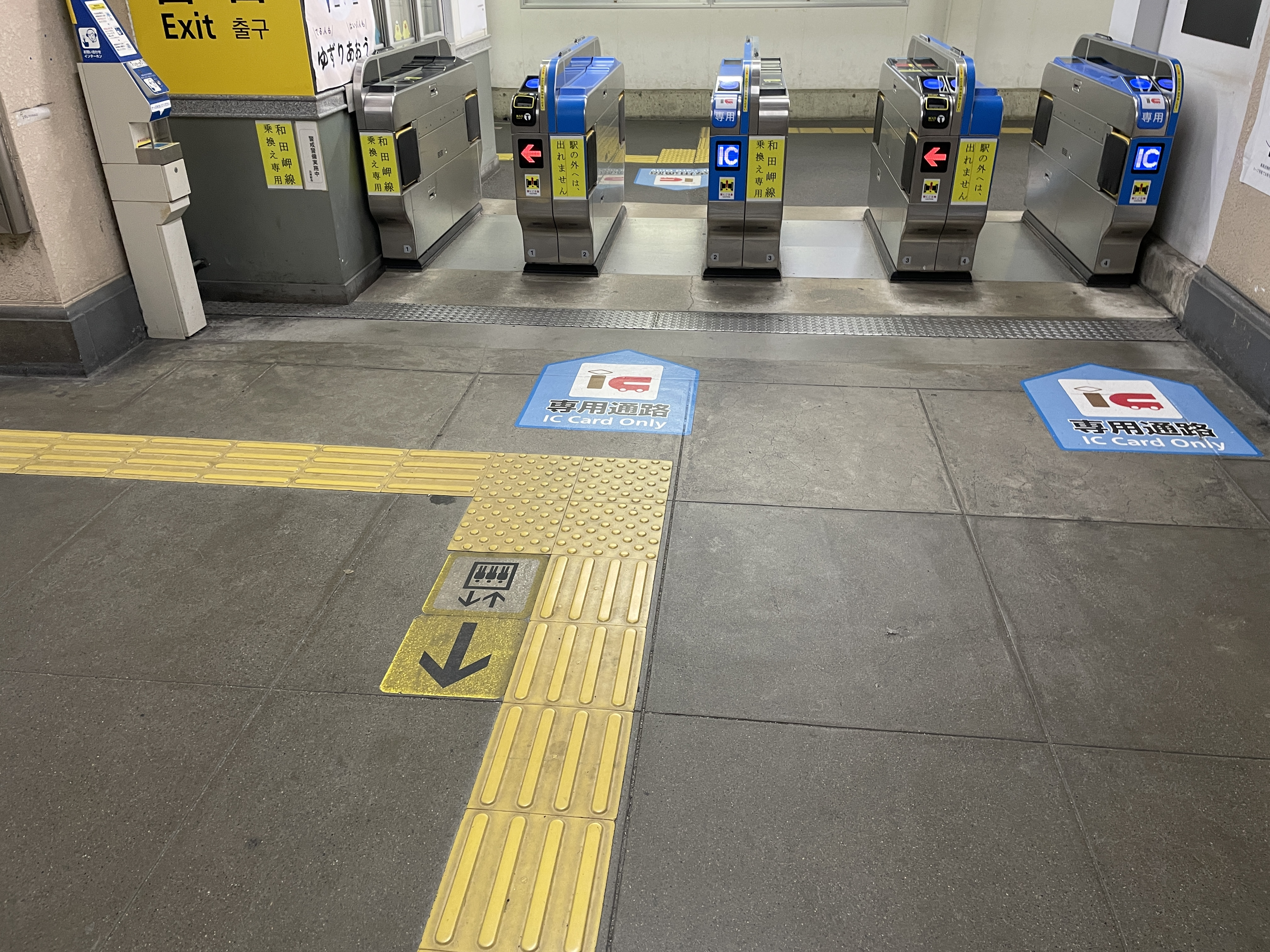
兵庫駅和田岬線改札口（和田岬駅改札に代わる）

## 運行形態
列車は朝晩のみの運転で日中の運転はなく、平日は17往復、土曜日は12往復が運転されている（2021年3月ダイヤ改正現在、JR西日本の京阪神地域で土曜ダイヤがあるのは和田岬線のみである）。周辺工場の通勤需要に特化しており、休日は朝夕各1往復・計2往復のみの運転である。ワンマン運転は行っていない。現在は臨時列車が運行されることはないが、2003年頃には神戸ウイングスタジアム（現愛称・ノエビアスタジアム神戸）でのサッカーの試合に併せて臨時列車を運行したことがある。ただし、現在ではノエビアスタジアム側がアクセス路線として推奨していない（後述）。所要時間は4 - 5分である。
車両を回送する時は、兵庫駅の和田岬線ホームと鷹取駅の間に設けられた小運転線を用いる。この小運転線は平日昼間に訓練線として使用されている。また、西明石駅 - 鷹取駅間は網干総合車両所明石支所を出場後に西明石駅から一旦兵庫方面とは反対方向の姫路方面に出て大久保駅で折り返して西明石駅から列車線を走って鷹取駅の小運転線へと入る。
兵庫駅近くから川崎車両兵庫工場への専用線が分岐しており、同工場で落成した鉄道車両の輸送にも使われている。専用線分岐点は兵庫駅構内の扱いであり、当支線は日本貨物鉄道（JR貨物）の第二種鉄道事業路線ではない。

## 使用車両
和田岬線は、JR線では最後まで定期列車に旧型客車を使用していた。また、すべての駅でホームが進行方向右側（和田岬行の場合）にあり、乗車時間が10分未満のため、客車時代のうち1970年以降はホーム側の車両中央に引き戸式の外吊りドアを増設して座席をほとんど撤去したオハ64・オハフ64を使用していた（末期には無改造のスハ43系を組み込んでいた）。客車列車は、2両のDE10形ディーゼル機関車が編成前後に連結されるプッシュプル運転が基本であり、ラッシュ時に機回しをすることなくピストン運行を行っており、当時の和田岬線列車は「トンボ」という通称を持っていた。1990年9月30日にお別れ運転が行われ、日曜日であったが臨時列車が増発されて客車列車が日中もピストン運行され、客車列車の運行が終了した。
翌10月1日から気動車による運転になり、ホームとは反対側のドアを一部撤去した車両キハ35形・キクハ35形の各300番台が使用された。当時は2両単位で編成を組めることを活かして、平日は2両3組をつないだ6両で運転されていたが、土曜・休日は2両または4両編成で運転されることが多かった。
いずれも、短時間の通勤輸送に特化した専用の車両であり、他に例のないものであった。これらは鷹取工場（工場閉鎖後は網干総合車両所鷹取支所）を車両基地としていた。
2001年7月1日の電化後は、他線と同じくドアが両側に付いた車両を使用している。基本的に網干総合車両所明石支所所属の103系電車6両編成を使用していた。103系は1本しかないため検査などで運用を離れると、通常は4両編成+3両編成の7両編成で運用される同支所配置の207系電車が3両編成を2本繋げて代走していた（兵庫駅和田岬線ホームと和田岬駅のホームの長さが6両分しかないため）。行先表示は103系は「兵庫⇔和田岬」（矢印の上に「普通」と種別が入る）の固定表示、207系代走時は行先を無表示にして無地の「普通」表示のみで運用されていた。207系による代走期間中は、土曜・休日は3両編成単独で運行されることもあった。201系電車がJR京都・神戸線から撤退するまでは同系列から付随車（サハ）1両を外した6両編成での運転も行っていた。103系・201系の塗色はスカイブルー（青22号）である。営業列車として205系電車は和田岬線での運用実績はないが、訓練のため221系電車が和田岬線に入線したことはある。なお、7両固定編成の207系F1編成（2022年に廃車）や321系電車は和田岬線の代走には充当されない。
2023年3月18日をもって、103系R1編成の営業運転は終了し、翌19日からは和田岬線専用に6両化された207系X1編成による定期運行が開始された。この定期運用開始と同時に「兵庫」「和田岬」単独の行先表示を開始した。
和田岬線で運用される車両はワンマン運転に対応しておらず、終日全列車に車掌が乗務する。

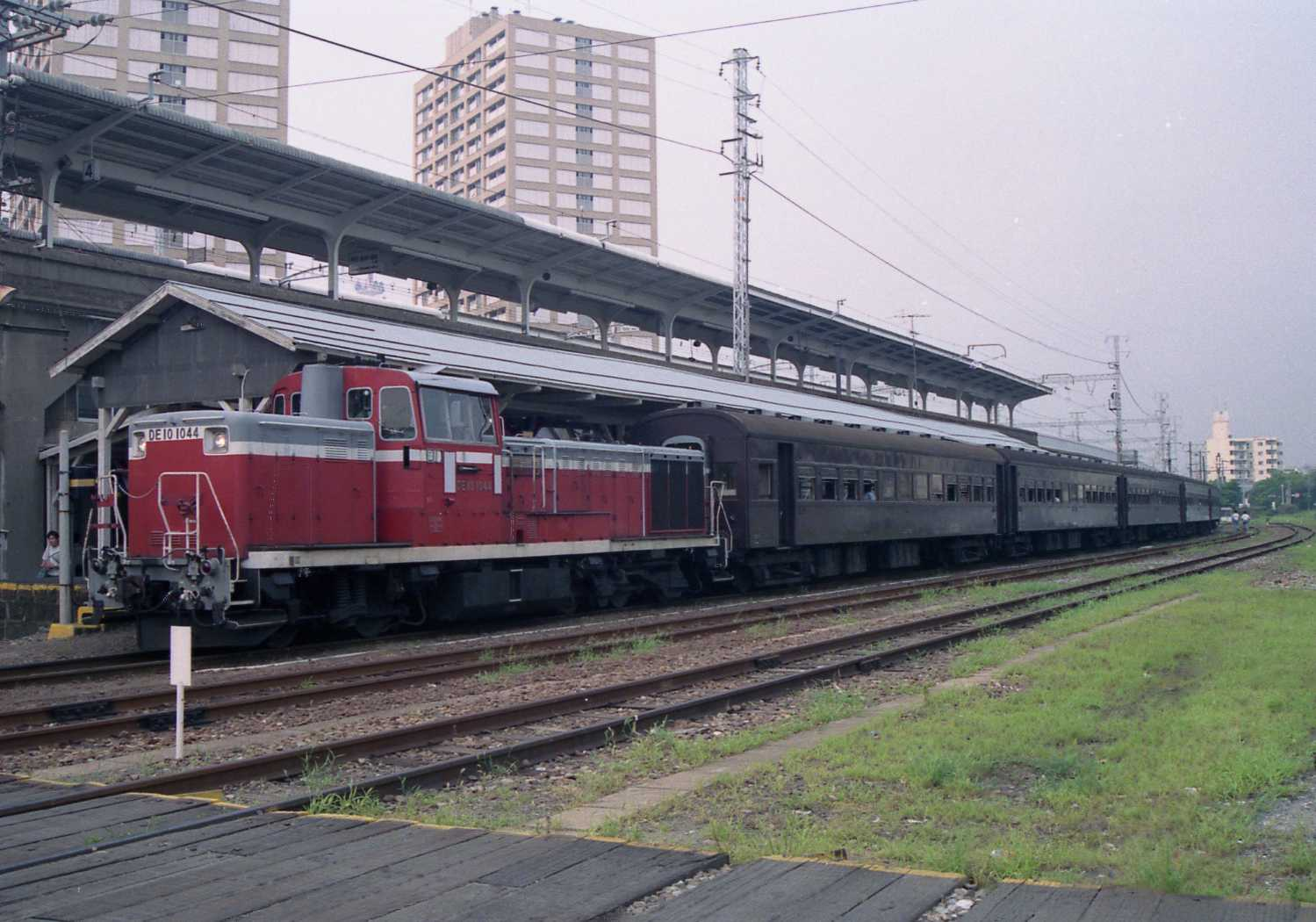
1990年頃の客車列車。オハフ64形・オハ64形を使用していた。（兵庫駅）
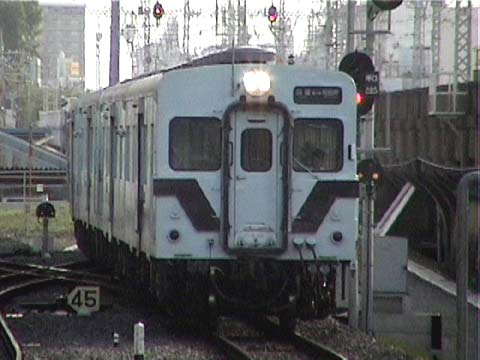
1999年頃の気動車列車。キハ35形・キクハ35形を使用していた。（兵庫駅）
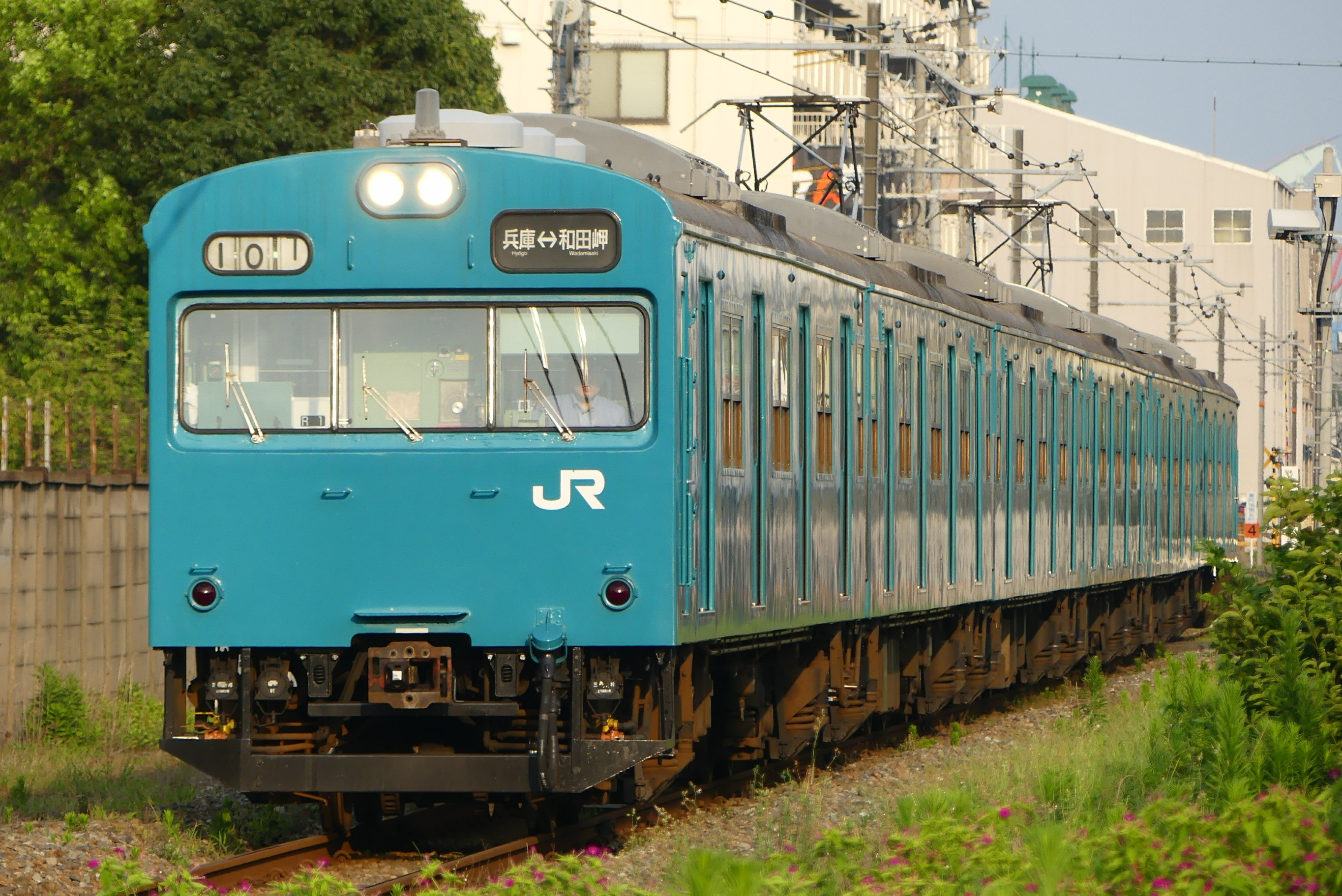
103系電車（2020年 兵庫駅 - 和田岬駅間）
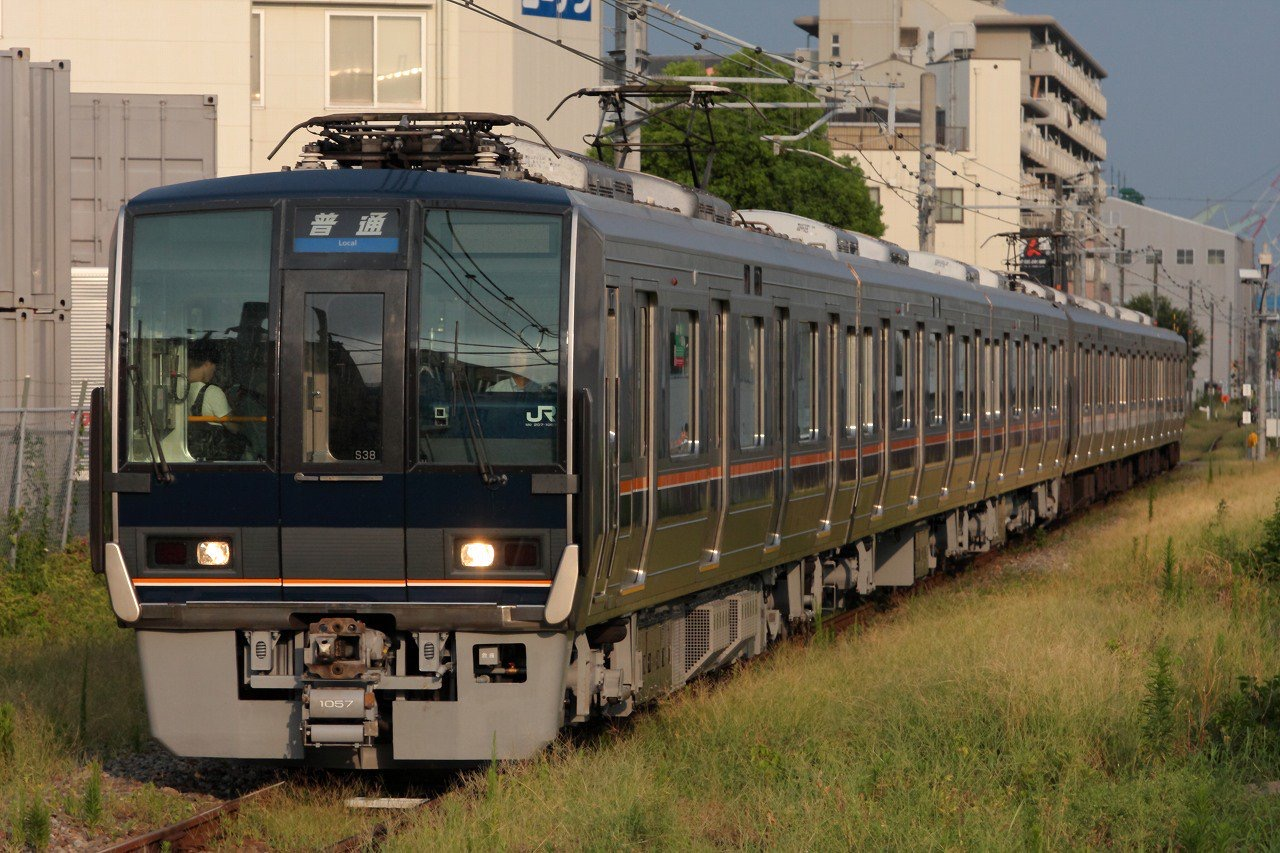
207系電車（2016年 兵庫駅 - 和田岬駅間）

## 利用状況
神戸市営地下鉄海岸線の開業後に乗降客数は約3割減少したものの、それでも1日の平均乗降人員は約1万人と決して少ない数ではない。ただ、三菱重工業神戸造船所などへの通勤の足が主要な役割となっている性質上、朝は和田岬行、夕方から夜にかけては兵庫行が大変な混雑となるが、逆方向の乗客は非常に少なく、列車によっては回送同然となる。また、休日にはいわゆる「鉄道乗りつくし」のためだけにこの区間を乗りに来る鉄道ファンも見られる。
2001年からは和田岬駅近くに開業した神戸ウイングスタジアム（現・ノエビアスタジアム神戸）への観客輸送も担うようになり、2002年のFIFAワールドカップでは同球技場も会場となったが、輸送力不足と混雑によるトラブル発生を懸念して和田岬線では試合当日は運休とし、応援する国別にサポーターを分離した上で地下鉄海岸線御崎公園駅とJR神戸線兵庫駅とにそれぞれ徒歩で誘導した。かつては同球技場での試合に併せて臨時列車を運行し観客輸送を担ったこともあるが、2014年現在は同球技場をホームスタジアムとするサッカークラブ・ヴィッセル神戸が“JR和田岬線「和田岬駅」は運行本数が少ないのでご利用いただけない場合があります”の但し書きを示して御崎公園駅・兵庫駅からの徒歩アクセスを推奨しているほか、Jリーグの公式サイトでも同球技場のアクセスルートから和田岬線を除外している。

## 存廃問題
1890年に和田岬線が敷設された後、1896年から1899年にかけて開削された運河が兵庫運河である。なお、1874年から1875年にかけて開削された運河は一般的に「新川運河」と称して兵庫運河とは区別され、この新川運河と和田岬線は交差しない。
神戸市は兵庫運河を活用したウォーターフロント計画を進める中で「運河の中央部をまたぐ和田岬線が船の航行を阻害し、地域を分断している」として、神戸市がJR西日本に対して廃止を求める要望書を提出し、2011年度にJR西日本と神戸市で協議が行われる予定と同年2月に報じられた。神戸市は川崎車両（要望書提出当時は川崎重工業）兵庫工場への専用線の分岐点から和田岬駅までの廃線を求めており、2012年度に廃止を視野に入れた地域活性化策をまとめることになった。神戸市が設置した兵庫運河を活用した活性化会議においては、ワークショップで和田岬線を地域資源として活用化する提案や、和田旋回橋の橋脚を除去して船の運航への支障をなくせないかといった提案もなされた。
活性化会議は報告書『兵庫運河周辺地域のまちの将来像』を、中間案を公表して意見募集した後、2012年12月に市に提出した。報告書では、昼間の増発やイベント列車の運行、中間駅の設置といった和田岬線の活用についてJR西日本と協議をおこなったが、大幅な利用客の増加が見込めず、投資のための費用が課題になるという理由でこれに沿った「将来像」は作成しなかった。一方、様々な意見があることを考慮して「廃止した場合のイメージ」を示すにとどめ、「関係する企業や利用者など様々な関係者がいる中で地域住民だけで決定することは難しく、和田岬線のあり方について結論付けない」とした。「廃止した場合のイメージ」のみという内容は中間案から変更されておらず、意見募集に際しては存続・活用を求める意見が10以上、産業遺産として活用を求める意見が3つ寄せられている（廃止・プロムナード化を前提とした意見は2つ）。
一方、神戸市は、2001年7月に和田岬線と競合関係となる地下鉄海岸線を開業させた。地下鉄の開業によって多くの利用客が和田岬線から移るとし、和田岬線の廃線を前提として利用者数は1日平均13万人と予測をしていたが、地下鉄海岸線の利用客は予測を大きく下回った約4万人で推移し、累積赤字は約830億円に達しており、神戸市が和田岬線の廃線を求めているのは、地下鉄海岸線の利用促進を図る狙いもあるとみられている。しかし、和田岬線の乗り換え駅である兵庫駅周辺の商店街からは反発の声も上がっており、JR西日本も黒字路線で廃止を求める理由はまったくないとしながらも、廃止は地元の総意を条件に検討するとしている。

## 歴史
和田岬線は、山陽鉄道が兵庫駅 - 姫路駅間を建設するために、兵庫港に陸揚げされた輸入資材輸送のため1888年に敷設され、資材輸送終了後の1890年に貨物線として開業した。なお、兵庫港が神戸港の港域拡張によって神戸港の一部となるのは1892年である。沿線には1896年に鐘淵紡績兵庫工場、1905年に神戸三菱造船所（現・三菱重工業神戸造船所および三菱電機神戸製作所）、1906年に川崎造船所兵庫工場（現・川崎車両神戸本社）がそれぞれ開設された。
1980年までは和田岬駅より先へ線路が延び、三菱重工業への貨物専用線となっていた。駅前の道路には神戸市電が通り、平面交差を避けるため市電は専用軌道の陸橋で和田岬線を乗り越えていた。この陸橋は市電の廃止と共に撤去された。
1984年までは神戸市場駅や神戸港兵庫第1 - 第3突堤などへの貨物支線（兵庫臨港線）が分岐していた。
また、和田岬方面から山陽本線の明石方面へ直接接続する線路の敷設計画があった。国道2号の高架の直下、兵庫駅へのカーブが始まる付近から分岐、西進して国道28号線と山陽本線との交差の約50メートル西方で山陽本線に接続する計画であった。この計画は結局実現しなかったが、この線路が敷かれる予定であった敷地が道路や細長い公園（梅ヶ香公園）となっているのが現在も地図上で確認できる。さらに、山陽本線に接続する予定であった箇所は高架橋の南側が東方に向かって広がっており、計画の名残りを見ることができる。
神戸市の中心地である三宮と和田岬を直結する神戸市営地下鉄海岸線が2001年7月7日に開業するのに合わせて、和田岬線が廃止されるという噂もあったが、JR西日本は電化させた上で存続させた。電化が運行コストの引き下げにつながったことが大きな理由である。電化工事は3か月ほどの短期間で完了したが、これは、路線が短く変電所の新設が必要なかったこと、日中列車の運行がなく、昼間と終列車後の夜間に工事を行うことができたことによる。

### 年表
- 1890年（明治23年）7月8日：山陽鉄道の貨物支線として兵庫駅 - 和田崎町駅間 （1M64C≒2.90km） が開業。和田崎町駅（のちの和田岬駅）新設。
- 1893年（明治26年）12月3日：途中に新川荷扱所を新設。
- 1895年（明治28年）：和田崎町駅を和田岬駅に改称。
- 1901年（明治34年）3月31日：全線改マイル、2C （≒0.04km） 短縮。
- 1902年（明治35年）
  - 4月7日：全線改マイル、14C （≒0.28km） 短縮。
  - 11月12日：営業距離をマイル・チェーン表記からマイル表記に簡略化 （1M48C→1.6M）。
- 1906年（明治39年）12月1日：全線国有化。同時に改マイル、0.2M （≒0.32km） 延長。
- 1911年（明治44年）11月1日：旅客営業開始。同時に改マイル、0.1M （≒0.16km） 短縮。新川荷扱所を和田岬線の駅から別線の駅扱いに変更。
- 1912年（明治45年）4月16日：兵庫駅 - 和田岬駅間に鐘紡前駅開業。
- 1930年（昭和5年）4月1日：営業距離をマイル表記からメートル表記に変更 （1.7M→2.7km）。
- 1945年（昭和20年）2月：和田岬駅移転。営業距離変更なし。
- 1948年（昭和23年）3月以降：鐘紡前駅を休止。
- 1962年（昭和37年）3月1日：鐘紡前駅廃止。
- 1980年（昭和55年）10月1日：貨物営業廃止。
- 1987年（昭和62年）4月1日：国鉄分割民営化により、西日本旅客鉄道が継承。
- 1990年（平成2年）10月1日：客車から気動車に置き換え[10]。
- 1995年（平成7年）
  - 1月17日：兵庫県南部地震（阪神・淡路大震災）により全線不通[26]。
  - 2月15日：全線復旧[26]。
- 2001年（平成13年）7月1日：電化開業。103系・207系電車の運転を開始。列車本数を増発。
- 2010年（平成22年）12月1日：組織改正により、神戸支社の管轄から近畿統括本部の管轄に変更[27]。
- 2023年（令和5年）
  - 3月18日：103系電車が営業運転終了。
  - 3月19日：207系電車が定期運用開始。

## 駅一覧
- 両駅とも兵庫県神戸市兵庫区に所在し、特定都区市内制度における「神戸市内」エリア（神）に属している。
- 全区間単線。両駅ともに列車交換は不可能。

| 駅名     | 営業キロ | 接続路線                                      |
| -------- | -------- | --------------------------------------------- |
| 兵庫駅   | 0.0      | 西日本旅客鉄道： 山陽本線（JR神戸線）(JR-A64) |
| 和田岬駅 | 2.7      | 神戸市営地下鉄： 海岸線 (K06)                 |

### 廃駅
- 鐘紡前駅：兵庫駅 - 和田岬駅間（1962年3月1日廃止[5]、兵庫駅起点1.6km[5]）

### 過去の接続路線
- 兵庫駅：神戸市電栄町線、山陽電気鉄道本線 - いずれも1968年まで。
- 和田岬駅：神戸市電和田線  - 1971年まで。